# Граница Саксоније
Граница Саксоније (лат. Limes Saxoniae) је била неутврђена граница између Саса и Ободрита која је успостављена око 810. године у данашњој држави Шлезвиг-Холштајн.
Након што је Карло Велики уклонио Сасе из њихових земаља и дао их Ободритима (који су били савезници Карла Великог), коначно је успјео да побједи Сасе у саским ратовима. Године 811. потписао је Хајлигенхафенски споразум са суседним Данцима и могао је истовремено постићи споразум о граници са полабским Словенима на истоку. Ову границу не треба посматрати као утврђену линију, већ као дефинисану линију која пролази средином граничне зоне, подручје мочвара и густе шуме кроз које је тешко пролазити. Према опису Адама из Бремена у Gesta Hammaburgensis ecclesiae pontificum око 1075. године, граница се протезала од ријеке Елбе код Бојценбурга према сјеверу дуж ријеке Биле до ушћа Швентине на Килском фјорду и Балтичком мору.
Неколико пута су је прелазили Ободрити (983. и 1086.) и Мјешко II Пјаст из Пољске (1028. и 1030.). Граница је укинута током прве фазе њемачких освајања на исток, када је гроф Хенри од Бадевидеа водио кампању против Вагриана (племе полабских Словена) 1138/39. и словенско становништво је германизовано од стране њемачких, углавном саксонских досељеника.